# F.C. Como Women
El F.C. Como Women S.r.l es un club de fútbol femenino de Italia de la ciudad de Como, en la región de Lombardía. Actualmente compite en la Serie A.

## Historia
En 1997 fue fundado el Football Club Femminile Como 2000, que en 2001 obtuvo el primer ascenso a la Serie A. El club cambió de nombre a Associazione Calcio Femminile Como en 2019. El año siguiente no se inscribió en la liga; sin embargo, mediante la transferencia a Como de los derechos deportivos de la Associazione Sportiva Dilettantistica Riozzese, fue fundada otra entidad llamada Società Sportiva Dilettantistica Riozzese Como, que el año siguiente cambió de nombre al actual.